# 440 Theodora
440 Theodora eller 1898 EC är en asteroid i huvudbältet, som upptäcktes 13 oktober 1898 av den amerikanske astronomen Edwin Foster Coddington. Den är uppkallad efter Julius F. Stone dotter, Theodora.
Asteroiden har en diameter på ungefär 13 kilometer.